# Joe Bottom
Joseph Stuart Bottom (Akron, 18 aprile 1955) è un ex nuotatore statunitense.

## Carriera
Fortemente specializzato nella farfalla e nello stile libero, annovera nel proprio palmarès una medaglia d'argento ai Giochi Olimpici e quattro medaglie d'oro conquistate ai campionati mondiali.

## Palmarès
- Giochi olimpici estivi

Montreal 1976: argento nei 100m farfalla.
- Mondiali

Belgrado 1973: oro nella 4x100m stile libero, nella 4x100m misti e argento nei 100m farfalla.
Berlino 1978: oro nei 100m farfalla e nella 4x100m misti.